# 129068 Alexmay
129068 Alexmay è un asteroide della fascia principale. Scoperto nel 2004, presenta un'orbita caratterizzata da un semiasse maggiore pari a 2,9893547 UA e da un'eccentricità di 0,0876330, inclinata di 1,65228° rispetto all'eclittica.